# أوختشيلار
أوختشيلار هي قرية في مقاطعة أرومية، إيران. يقدر عدد سكانها بـ 12 نسمة بحسب إحصاء 2016.